# بی‌بیدی-بابیدی-بو

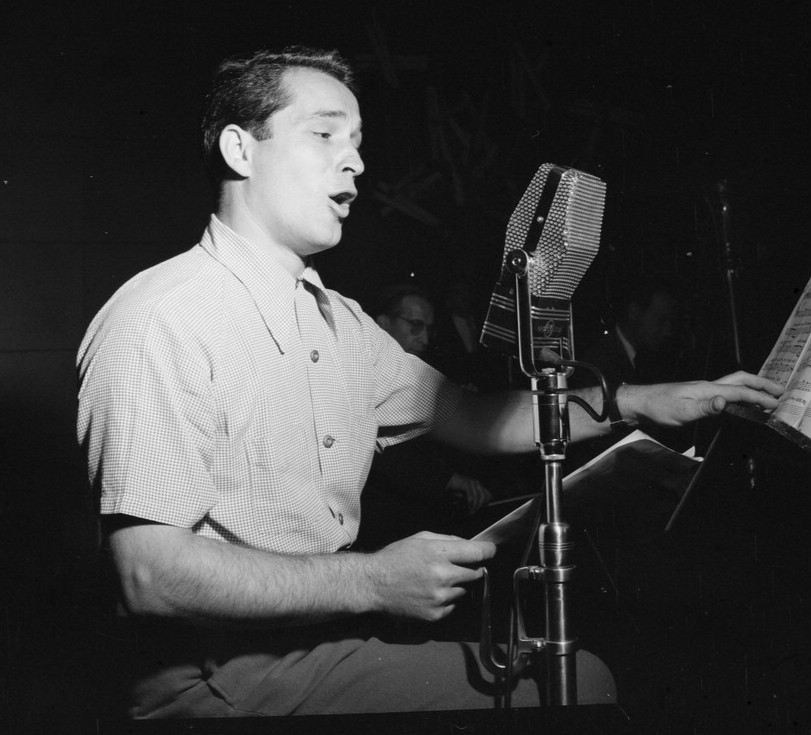
ورنا فلتون در حال اجرا قطعه بی‌بیدی-بابیدی-بو.

بی‌بیدی-بابیدی-بو (همچنین شناخته می‌شود: آهنگ جادویی، (به انگلیسی: Bibbidi-Bobbidi-Boo)) یک ترانه مشهور از ال هافمن، مک دیوید و جری لیوینگستون است که در سال ۱۹۴۸ نوشته شده‌است. در سیندرلا (فیلم ۱۹۵۰) این ترانه به جهان معرفی شد و ورنا فلتون، هنرپیشه، و صدا پیشه آمریکایی آن را اجرا کرد. همچنین این آهنگ در سال ۱۹۵۱، نامزد دریافت جایزه اسکار بهترین ترانه بود.